# Nilo Branco (Sudão)
Nilo Branco (an-Nyl al-Abyad em árabe) é um estado do Sudão. Tem uma área de 30.411 km² e uma população de aproximadamente 1.762.000 habitantes (estimativa de 2007). A cidade de Rabak é a capital do estado, que é atravessado pelo rio Nilo Branco.

## Distritos
O estado do Nilo Branco tem quatro distritos:
|  | 1. Ad Douiem 2. Al Gutaina 3. Kosti 4. Al Jabalian |